# Război asimetric
Un război asimetric este acel război în care există un dezechilibru substanțial între inamici, sau care folosesc strategii și tactici total diferite.
Pentru a compensa dezechilibrul mijloacelor tradiționale de război, partea mai slabă a războiului asimetric recurge la mijloace neconvenționale: război de gherilă, rezistență pasivă, acte de terorism, război psihologic, sprijin pentru grupurile și mișcările anti-guvernamentale.

## Exemple
- Războiul Peninsular (1808 - 1814)
- Războiul Caucazian (1817 - 1864)
- Războiul din Algeria (1954 - 1962)
- Războiul Afgano-Sovietic (1979 - 1989)
- Primul Război Cecen (1994 - 1996)
- Al Doilea Război Cecen (1999 - 2009)
- Războiul din Afganistan (2001 - prezent)
- Războiul din Irak (2003 - 2011)
- Operațiunea Pilonul Apărării (2012)